# 葵安道
葵安道（英語：Kwai On Road）是香港新界中葵涌大連排的一條道路，鄰近大連排工商區。西始葵涌道，東迄大連排道，除起點及終點外，沿途沒有連接道路；儘管如此，葵安道西行是大連排工商業區唯一一個可以通往中及北葵涌方向的行車路線（工貿區其他路口皆通往葵涌道九龍方向），因此是工貿區重要的對外道路。

## 命名
葵安道於1970年3月6日刊憲命名，實際上只有葵涌道以東全長不足200米的部分；惟通車多年來公衆一般多視葵涌道以西，直通本道路的葵益道爲葵安道一部分，通稱葵安道西段，而葵涌道以東的葵安道本身則通稱「葵安道東段」，部分政府法律文件亦如此。直到通車超過三十載後的2001年7月13日，香港政府方在刊登憲報，爲該段被誤稱為「葵安道西段」的未命名道路賦名「葵益道」。現時部分舊路牌及舊地圖仍然標示該路段爲葵安路（道）一部分，而葵芳邨最接近本道路的一座亦命名爲葵安樓。

## 歷史
葵安道沿線原爲工廠區，近年沿路不少工廠大廈翻新或重建爲新商廈，吸引公司從核心區搬遷節省租金，例如政府活化工廈計劃下翻新的KC100，前身爲運通製衣大廈，於2010年起翻新成甲級寫字樓。爲配合葵涌商貿區發展需求，政府於2016年將葵涌道及葵安道路口的一個休憩花園劃出改爲商貿用途招標，由新鴻基地產以3.5億元奪得，高市場估值上限35%，為政府賣地歷來呎價最高的新界商貿地（已被鄰近的大連排道K83項目超越），其後發展爲葵安道1號（後冠名輝固大廈KCC2），政府現金津貼試行計劃辦事處亦設於此廈。
其中香港房屋委員會在葵安道盡頭近大連排道路口建有以本道路命名的葵安工廠大廈，在1979年11月興建而成，是房委會現有六座最舊、運作中工廠大廈之一。葵安廠廈是一座設有升降機的新型分層工廠大廈，共15層高，鄰近九龍貿易中心，提供805個單位，建設之目的是為荃灣及葵涌區內因地下鐵路荃灣线建設工程而遭拆遷的廠戶，提供徙置單位以便重新經營。2021年5月，基於葵安道一帶交通方便，距葵興站僅三分鐘路程，也接近多個大型公共屋邨的現有設施（如葵芳邨、葵興邨），房委會公佈重建葵安及數座其他工廠大廈爲公屋，預計於2022年11月開始拆卸。

## 建築物
因本道路為工廠區道路，所以皆為工商業建築物：

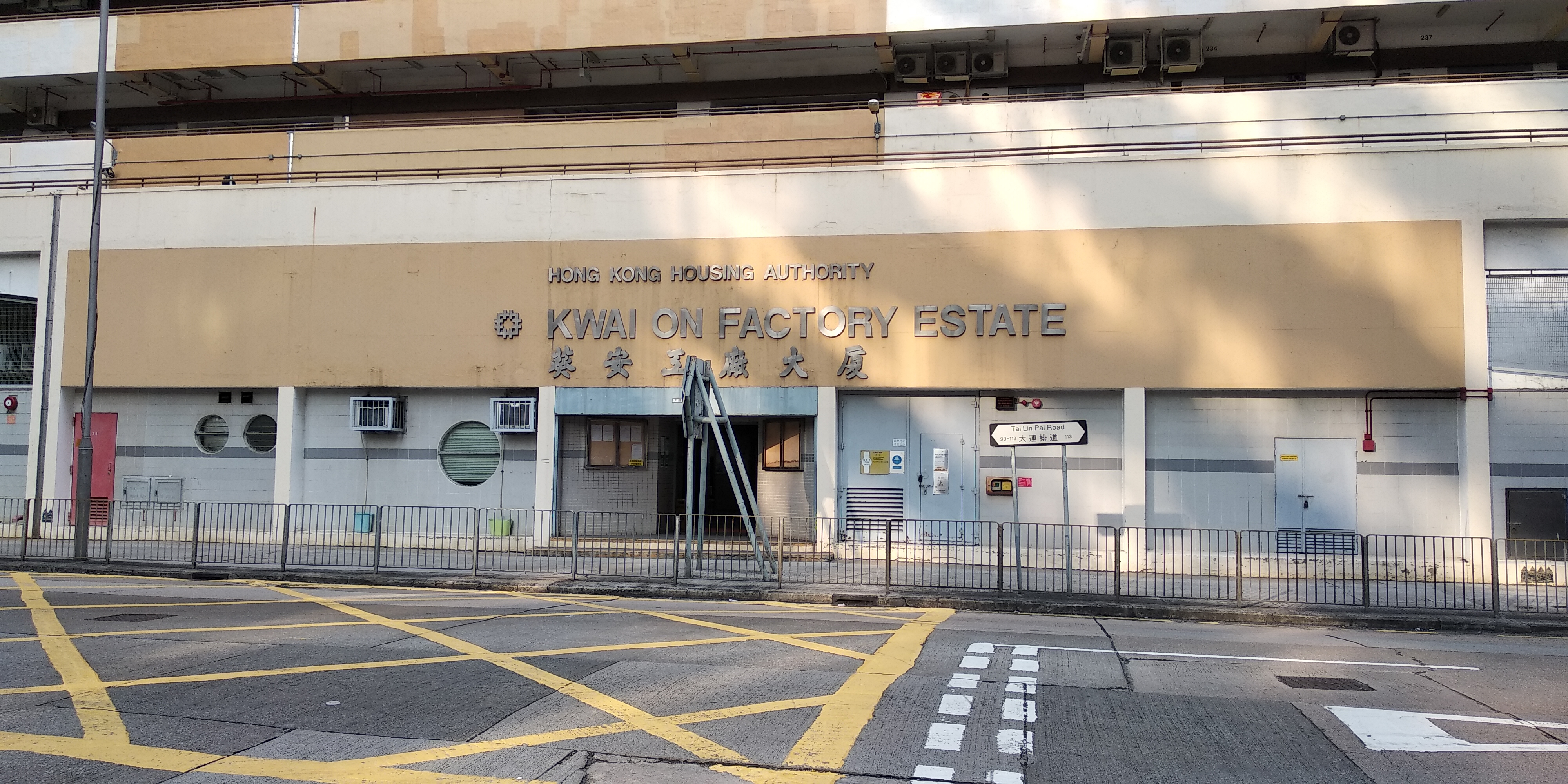
葵安工廠大廈正門位於大連排道正對葵安道口

- 葵安道1號／輝固大廈 （又名KCC2，屬新鴻基地產九龍貿易中心關聯項目[7]）
- 羅氏美光發展大廈
- 中信國際大廈
- KC100／香港佛羅倫斯小鎮
- 葵安工廠大廈